# Antonio Guzmán
Silvestre Antonio Guzmán Fernández (La Vega, Provincia de La Vega; 12 de febrero de 1911 - Santo Domingo, 4 de julio de 1982) fue un agrónomo, empresario y político dominicano, presidente de la República Dominicana desde 1978 a 1982. 
Su gobierno se caracterizó por un fuerte respeto a las libertades públicas, condición prácticamente inexistente en la historia dominicana del siglo XX. Guzmán es considerado como el artífice de la consagración democrática dominicana, al verificarse por primera vez la alternancia de partidos políticos en el Estado por la vía electoral.

## Primeros años y vida empresarial
Nació el 12 de febrero de 1911 en La Vega. Hijo de Jimena Fernández de Castro y Silvestre Guzmán Pérez.
En su ciudad natal realizó sus estudios primarios, secundarios y superiores. También, se inició en la música como aficionado al flautín. Más tarde llevó a cabo sus estudios autodidácticos y prácticas de agronomía en la Florida y California en los Estados Unidos.
A los 17 años de edad, ocupó la gerencia de la Curacao Trading Company en la ciudad de Salcedo, cargo que desempeñó también en las sucursales de Moca, La Vega, Barahona, San Francisco de Macorís y Santiago.
En 1939 se casó con Renée Klang Avelino, de padre francés y madre brasileña, con quien tuvo dos hijos.
A los 31 años,  siendo un próspero empresario comercial dedicado a la exportación de frutos, fue uno de los pioneros en la producción de arroz a gran escala en la región noroeste de la República Dominicana. A los 37 años fundó Productos Dominicanos C. por A., que agrupaba varias factorías de arroz y realizaba exportaciones de café y cacao.

## Trayectoria política
El Gobierno Constitucional de 1963, en reconocimiento a sus méritos en el Partido Revolucionario Dominicano (PRD) al que había ingresado en 1961, lo designó Secretario de Estado de Agricultura, entrando al quehacer político dominicano.
En 1964, tras el derrocamiento de Juan Bosch del 25 de septiembre de 1963, pasó a formar parte de los dos organismos principales del PRD: el Comité Ejecutivo Nacional y la Comisión Política. 
Su presencia ciudadana tuvo un enorme reconocimiento en los días de 1965, en lo que se llamó "La fórmula Guzmán" mediante la cual, como medio de lograr un cese a las hostilidades de la Revolución de Abril de 1965, y llegar a unas elecciones libres, le fue ofrecida la Presidencia Provisional de la República, la cual rechazó. No obstante, tomó parte en la comisión mediadora que culminó con la juramentación de Héctor García Godoy como presidente provisional. Desde entonces, el quehacer político ocupó un lugar preponderante en su vida.
En 1974, una coalición de partidos de oposición denominado Acuerdo de Santiago lo nominó como candidato a la presidencia para las elecciones de ese año. Sin embargo, las sospechas de que Joaquín Balaguer (entonces presidente) se valdría de un fraude y desconocería los resultados de ser adversos a él, provocaron que el Acuerdo se retirara de la contienda.

## Presidencia
En 1977, el PRD lo escogió como candidato a la Presidencia, resultando victorioso en las elecciones de mayo de 1978.
Con el apoyo decidido de la embajada de los Estados Unidos, de los empresarios (sector que aunque beneficiario de las políticas de Balaguer había visto como insostenible su prolongación en el tiempo)  y con el voto mayoritario del pueblo dominicano, Guzmán tomó posesión el 16 de agosto de 1978. De inmediato realizó cambios en el ordenamiento burocrático-militar, tomó medidas contra la corrupción que había caracterizado al gobierno anterior y se encaminó hacia un nuevo ordenamiento del estado dominicano, eliminando el fantasma de asonadas militares y de la interrupción del orden democrático. 
Inició un proceso de "despolitización" de las fuerzas armadas y la Policía Nacional, las cuales habían sido convertidas por Balaguer, en instrumentos de represión, de luchas internas y de intimidación criminal y política, basadas en un apego al presidente de turno y a su partido, el Partido Reformista.

## Medidas presidenciales importantes
Antes de cumplir 60 días en el poder, promulgó la Ley de amnistía, que puso en libertad a centenares de presos políticos y permitió el regreso de decenas de exiliados políticos del régimen anterior. 
Derogó una serie de medidas administrativas que afectaban el disfrute de las libertades individuales, dando paso al establecimiento de un ambiente democrático en el país.
En un discurso pronunciado el 22 de enero de 1979, delineó su política económica, la cual se enfocó en incentivos al desarrollo agrícola y a la agroindustria, como principal fuente generadora de empleo en la zona rural. También promovió medidas para la protección de la pequeña y mediana industria, la limitación de importaciones suntuarias, así como estímulos a la actividad exportadora y el aumento en la producción de energía eléctrica.

## Muerte
La madrugada del domingo 4 de julio de 1982 se suicidó en el Palacio Nacional, faltando 43 días para terminar su mandato. Murió a la edad de 71 años.